# Polnische Meisterschaften im Skilanglauf 2007
Die Polnischen Meisterschaften im Skilanglauf 2007 fanden vom 8. bis zum 11. Februar 2007 in Wisła statt. Ausgetragen wurden bei den Männern die Distanzen 10 km und 30 km und bei den Frauen 5 km und 15 km. Zudem wurden Sprint und Staffelrennen absolviert. Bei den Männern gewann Janusz Krężelok im Sprint und über 10 km und Mariusz Michałek über 30 km. Zudem siegte die Staffel von KS AZS-AWF Katowice. Bei den Frauen holte Justyna Kowalczyk die Meistertitel im Sprint und über 5 km sowie mit der Staffel von KS AZS-AWF Katowice. Den 15-km-Lauf gewann Sylwia Jaśkowiec.

## Ergebnisse Herren

### Sprint Freistil
| Platz | Name              | Verein                  |
| ----- | ----------------- | ----------------------- |
| 1     | Janusz Krężelok   | KS AZS-AWF Katowice     |
| 2     | Maciej Kreczmer   | KS AZS-AWF Katowice     |
| 3     | Wojciech Biskup   | AZS AWF Kraków-Zakopane |
| 4     | Kamil Fundanicz   | MKS Halicz Ustrzyki     |
| 5     | Piotr Tkacz       | KS AZS-AWF Katowice     |
| 6     | Bartosz Fundanicz | MKS Halicz Ustrzyki     |
| 7     | Piotr Kocoń       | KS AZS-AWF Katowice     |
| 8     | Rafał Węgrzyn     | LKS Poroniec Poronin    |

Datum: 8. Februar

Es waren 33 Läufer am Start.

### 10 km klassisch
| Platz | Name             | Verein                  | Zeit (min) |
| ----- | ---------------- | ----------------------- | ---------- |
| 1     | Janusz Krężelok  | KS AZS-AWF Katowice     | 26:11,2    |
| 2     | Maciej Kreczmer  | KS AZS-AWF Katowice     | 26:20,8    |
| 3     | Andrzej Michałek | KS AZS-AWF Katowice     | 28:38,9    |
| 4     | Mariusz Michałek | KS AZS-AWF Katowice     | 28:48,9    |
| 5     | Tomasz Kałużny   | LKS Poroniec Poronin    | 28:57,2    |
| 6     | Piotr Tkacz      | KS AZS-AWF Katowice     | 29:15,0    |
| 7     | Wojciech Biskup  | AZS AWF Kraków-Zakopane | 29:29,1    |
| 8     | Adam Kwak        | LKS Poroniec Poronin    | 29:32,6    |
| 9     | Kamil Fundanicz  | MKS Halicz Ustrzyki     | 29:35,6    |
| 10    | Piotr Kocoń      | KS AZS-AWF Katowice     | 29:40,2    |

Datum: 10. Februar

Es waren 35 Läufer am Start.

### 30 km Freistil Massenstart
| Platz | Name             | Verein                    | Zeit (std) |
| ----- | ---------------- | ------------------------- | ---------- |
| 1     | Mariusz Michałek | KS AZS-AWF Katowice       | 1:27:54,3  |
| 2     | Kamil Fundanicz  | MKS Halicz Ustrzyki       | 1:28:15,2  |
| 3     | Rafał Węgrzyn    | MKS Halicz Ustrzyki Dolne | 1:28:38,3  |
| 4     | Piotr Śliwka     | KS AZS-AWF Katowice       | 1:28:57,7  |
| 5     | Adam Kwak        | LKS Poroniec Poronin      | 1:29:03,9  |
| 6     | Wojciech Biskup  | AZS AWF Kraków-Zakopane   | 1:29:22,6  |
| 7     | Piotr Tkacz      | KS AZS-AWF Katowice       | 1:29:23,1  |
| 8     | Piotr Kocoń      | KS AZS-AWF Katowice       | 1:29:25,3  |
| 9     | Bogusław Gracz   | LKS Poroniec Poronin      | 1:30:31,3  |
| 10    | Józef Tatar      | LKS Poroniec Poronin      | 1:31:16,1  |

Datum: 11. Februar

Es waren 27 Läufer am Start.

### 4 × 10 km Staffel
| Platz | Team                                                                             | Zeit (std) |
| ----- | -------------------------------------------------------------------------------- | ---------- |
| 1     | KS AZS-AWF KatowiceAndrzej Michałek Maciej Kreczmer Dawid Waluś Paweł Fundanicz  | 1:57.27,9  |
| 2     | KS AZS-AWF KatowiceMariusz Michałek Piotr Tkacz Mariusz Hulchnik Janusz Krężelok | 1:58:14,5  |
| 3     | LKS Poroniec PoroninMateusz Nuciak Bogusław Gracz Adam Kwak Tomasz Kałużny       | 1:59.22,4  |

Datum: 9. Februar

Es waren 8 Teams am Start.

## Ergebnisse Frauen

### Sprint Freistil
| Platz | Name                 | Verein                          |
| ----- | -------------------- | ------------------------------- |
| 1     | Justyna Kowalczyk    | KS AZS-AWF Katowice             |
| 2     | Sylwia Jaśkowiec     | KS AZS-AWF Katowice             |
| 3     | Kornelia Marek       | KS AZS-AWF Katowice             |
| 4     | Kinga Bieszczad      | LKS Klimczok Bystra SMS Szczyrk |
| 5     | Aleksandra Prekurat  | KS AZS-AWF Katowice             |
| 6     | Agnieszka Szymańczak | KS AZS-AWF Katowice             |
| 7     | Urszula Zapotoczna   | LKS Poroniec Poronin            |
| 8     | Anna Staręga         | UKS Rawa Siedlce                |

Datum: 8. Februar

Es waren 18 Läuferinnen am Start.

### 5 km klassisch
| Platz | Name                 | Verein              | Zeit (min) |
| ----- | -------------------- | ------------------- | ---------- |
| 1     | Justyna Kowalczyk    | KS AZS-AWF Katowice | 14:37,8    |
| 2     | Sylwia Jaśkowiec     | KS AZS-AWF Katowice | 15:51,5    |
| 3     | Kornelia Marek       | KS AZS-AWF Katowice | 16:09,6    |
| 4     | Marcela Marcisz      | KS AZS-AWF Katowice | 17:05,0    |
| 5     | Kinga Bieszczad      | KS AZS-AWF Katowice | 17:08,1    |
| 6     | Agnieszka Szymańczak | KS AZS-AWF Katowice | 17:11,6    |
| 7     | Justyna Mordarska    | UKS Pod Stróżą      | 17:44,4    |
| 8     | Joanna Rapta         | LKS Witow           | 17:46,3    |
| 9     | Aleksandra Prekurat  | KS AZS-AWF Katowice | 17:51,9    |
| 10    | Anna Staręga         | UKS Rawa Siedlce    | 17:55,8    |

Datum: 10. Februar

Es waren 35 Läuferinnen am Start.

### 15 km Freistil Massenstart
| Platz | Name                 | Verein               | Zeit (min) |
| ----- | -------------------- | -------------------- | ---------- |
| 1     | Sylwia Jaśkowiec     | KS AZS-AWF Katowice  | 46:42,0    |
| 2     | Kornelia Marek       | KS AZS-AWF Katowice  | 49:21,5    |
| 3     | Anna Staręga         | UKS Rawa Siedlce     | 49:58,2    |
| 4     | Marcela Marcisz      | KS AZS-AWF Katowice  | 50:07,3    |
| 5     | Urszula Zapotoczna   | LKS Poroniec Poronin | 50:24,3    |
| 6     | Kinga Bieszczad      | KS AZS-AWF Katowice  | 51:36,5    |
| 7     | Agnieszka Szymańczak | KS AZS-AWF Katowice  | 51:36,9    |
| 8     | Natalia Grzebisz     | UKS Rawa Siedlce     | 54:27,9    |
| 9     | Aleksandra Prekurat  | KS AZS-AWF Katowice  | 55:18,1    |
| 10    | Monika Napora        | KS AZS-AWF Katowice  | 57:10,4    |

Datum: 11. Februar

Es waren 15 Läuferinnen am Start.

### 4 × 5 km Staffel
| Platz | Team                                                                                     | Zeit (std) |
| ----- | ---------------------------------------------------------------------------------------- | ---------- |
| 1     | KS AZS-AWF KatowiceKornelia Marek Aleksandra Prekurat Sylwia Jaśkowiec Justyna Kowalczyk | 1:05.09,0  |
| 2     | KS AZS-AWF KatowiceEwelina Marcisz Marcela Marcisz Katerzyna Kucińska Monika Długa       | 1:14.03,9  |
| 3     | UKS Rawa SiedlceNatalia Grzebisz Katarzyna Iskra Patrycja Szwed Anna Staręga             | 1:14.33,6  |

Datum: 9. Februar

Es waren 8 Teams am Start.